# Keoni Waxman
Pour les articles homonymes, voir Waxman.
Keoni Waxman, né le 30 juin 1968 à Honolulu (États-Unis), est un réalisateur américain.
Il est surtout connu pour son travail avec Steven Seagal depuis 2009 avec le film Sous haute protection (The Keeper),.

## Filmographie partielle

### Au cinéma
- 1998 : Les Démineurs
- 2005 : Shooting Gallery
- 2007 : Anna Nicole Smith : Destin tragique
- 2009 : Sous haute protection
- 2009 : A Dangerous Man
- 2010 : Hunt to Kill
- 2012 : Maximum Conviction
- 2013 : Force of Execution
- 2015 : Absolution (ro)
- 2017 : Cartels

### À la télévision
- 2010-2012 : True Justice  (série télévisée,  8 épisodes)

## Récompenses et distinctions
- (en) Keoni Waxman: Awards, sur l'Internet Movie Database